# Flor de Mar

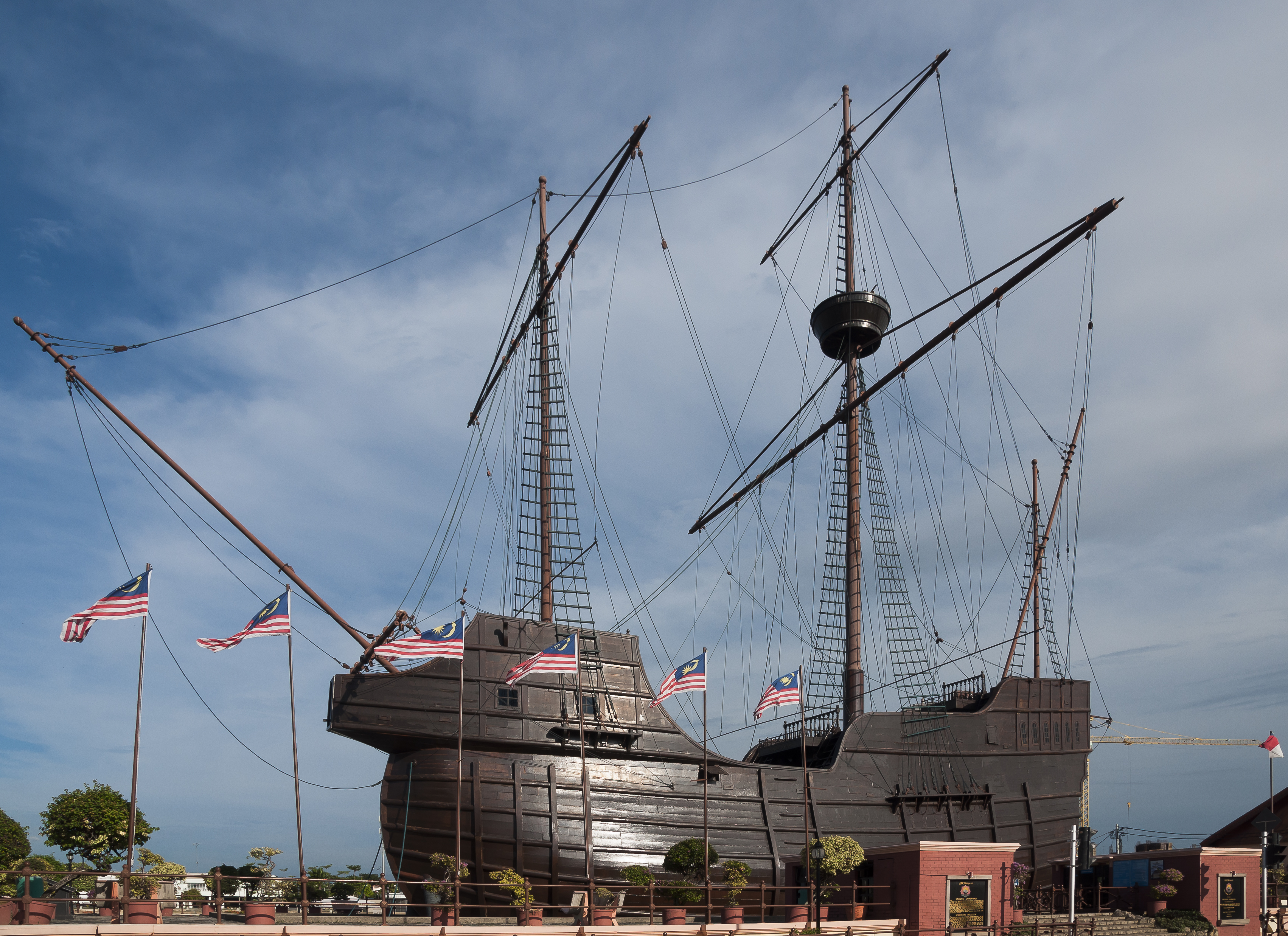
A hajó 1994-ben épült másolata Melaka kikötőjében

A Flor de Mar (Tenger virága) portugál karakk a 16. század elején a portugál flotta legnagyobb hajója volt.
A nagy, késői karakk 1502-ben épült. A lisszaboni kikötőben bocsátották tengerre. Hossza 36 méter volt; főárbóca 34 m magas, vízkiszorítása 400 brt. Három vagy négy árbóccal szerelték fel.
A szokatlanul nagy méretből adódó problémákat a tervezőknek nem sikerült kellőképp kiküszöbölniük. Első, indiai útján kapitánya Estêvão da Gama, a híres Vasco da Gama unokatestvére volt, és úton hazafelé kiderült, hogy a megrakott hajó teste a szokásosnál jobban szivárog, ráadásul a megterhelt hajó nehezen manőverezhető. Ezek a nehézségek több hónappal meghosszabbították a haza vezető utat, és utána néhány évig nem is küldték új útra.
Ugyanezek a problémák második útján is jelentkeztek olyannyira, hogy az új kapitány félúton kénytelen volt a hajót kipakoltatni; az árut más hajók szállították haza. Ezután ahelyett, hogy hazarendelték és hibáit kijavították volna, az indonéz szigetvilágba vezényelték, és ott tűzerejét évekig rövidebb utakon, hadi-fosztogató akciókban hasznosították.
1511-ben a portugál flotta parancsnoka, Afonso de Albuquerque a malajziai Malacca kifosztására indított egy hajórajt; zászlóshajója a Flor de Mar volt. A 12 napos ostrom teljes portugál győzelemmel zárult, és a támadók elképesztő kincseket találtak a városban, kivált a szultán palotájában.
A zsákmány legértékesebb részét, aminek mai értékét mintegy 2,6 milliárd dollárra becsülik (egyebek közt 60 tonna arany, 200 doboz drágakő és egzotikus állatok) a legnagyobb rakterű, de a teherszállításra már korábban alkalmatlannak bizonyult zászlóshajóra pakolták fel, úgy indították haza Portugáliába.
A hajó már két nappal az indulás után, Szumátra partjainál viharba került, zátonyra futott és elsüllyedt. Albuquerquének, több tisztjének és a 400 fős legénység kisebbik részének sikerült csónakokon a partra eveznie, a megfeneklett hajót azonban a hullámok darabokra törték, és a rakományt a legénység nagy részével elnyelte őket a tenger.
Egyes pletykák szerint a túlélők bárkákkal visszatértek a baleset helyszínére és ezt-azt kimentettek a vízből, de erre nincs bizonyíték. 
Az 1980-as évek végén egy kincskereső magánvállalat expedíciót szervezett a kincs megtalálására, de azt Portugália, Malajzia és Indonézia jogvitája miatt le kellett fújni. A jogi helyzet a 2000-es években is rendezetlen maradt.